# August Endell
August Endell (Berlin, 1871. április 12. – Berlin, 1925. április 15.) német művészetteoretikus és jugendstil korszakbeli grafikus és építész. Első felesége Elsa von Freytag-Loringhoven volt.

## Képgaléria

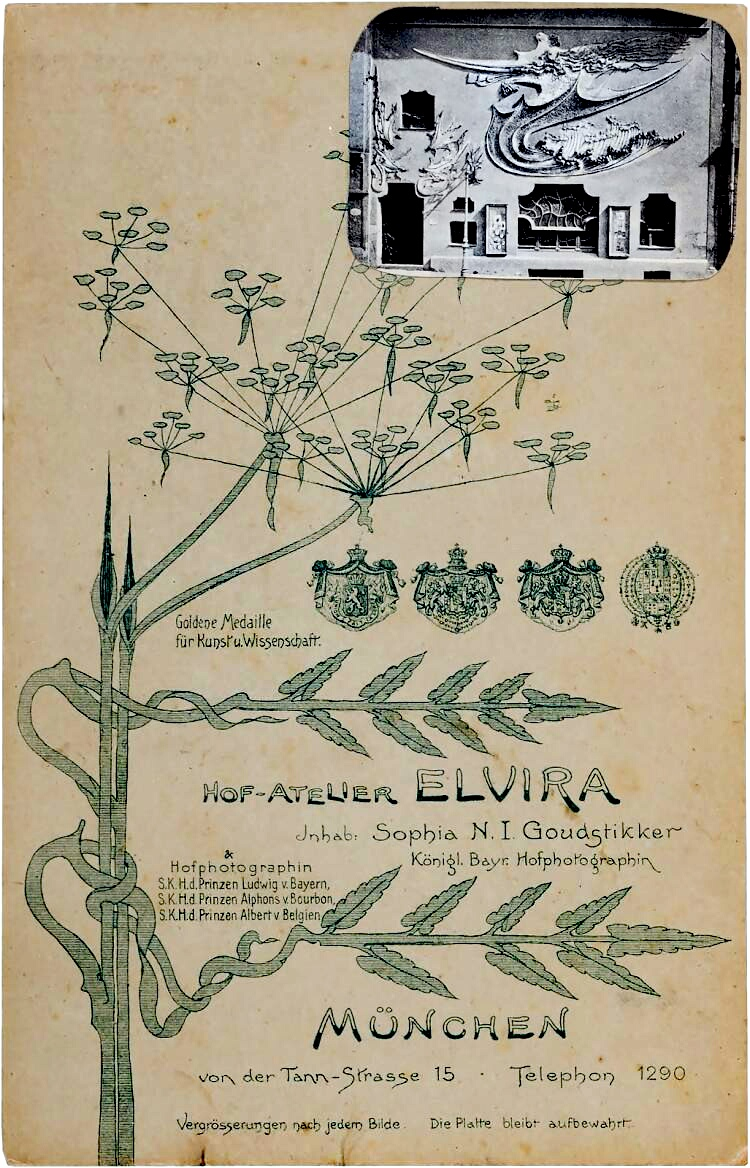
Elvira-műterem  (Foto: 1900)
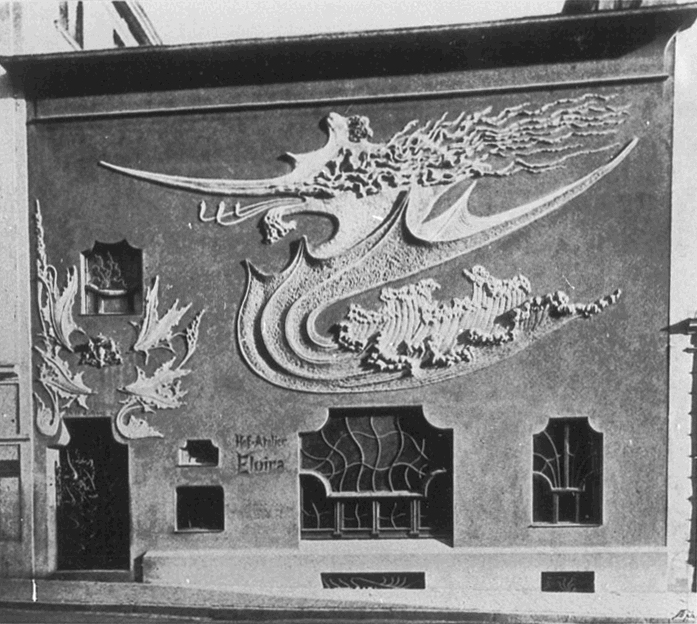
Elvira-műterem homlokzata (Foto: 1900)
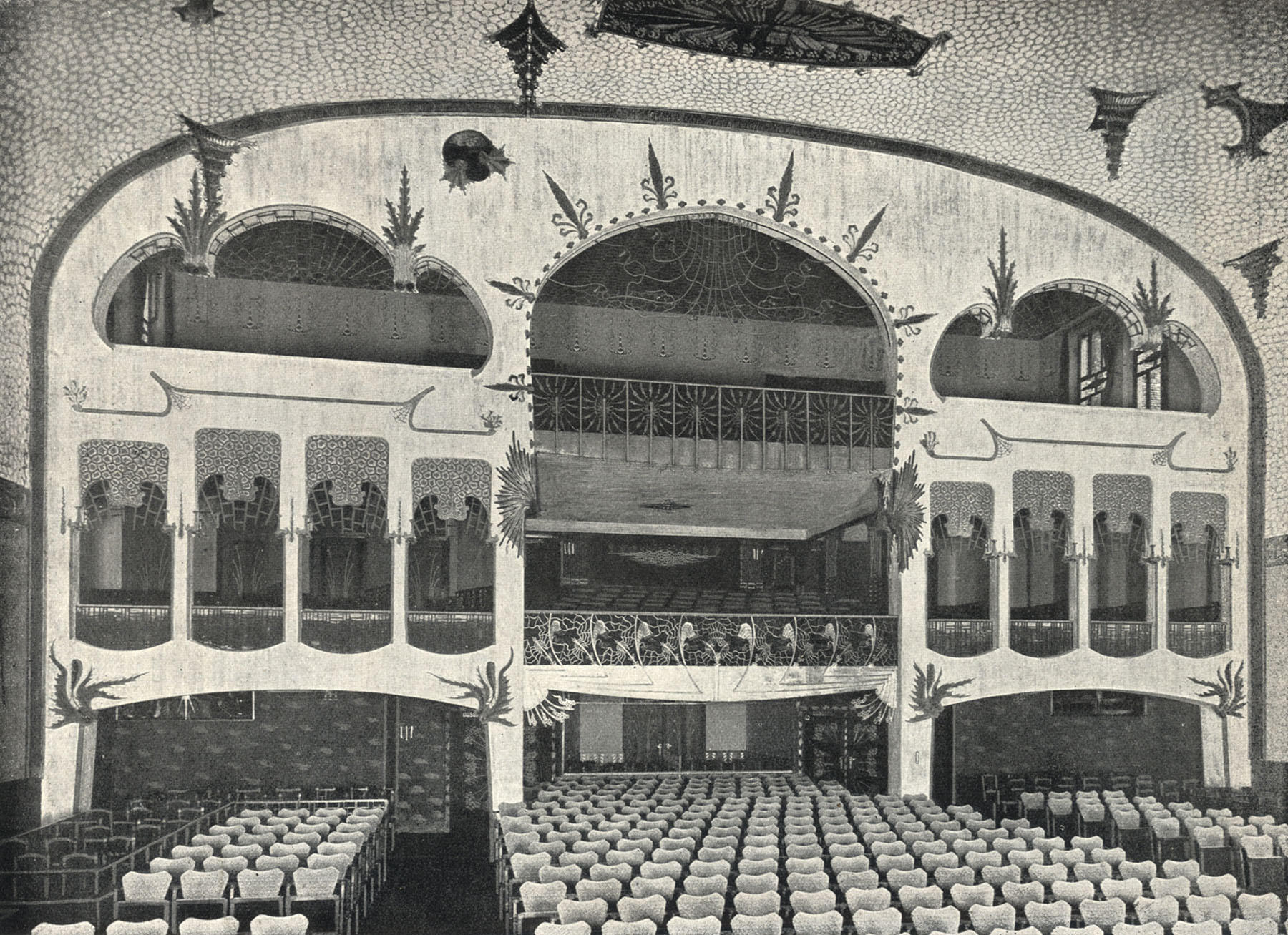
Buntes Theater, München